# Manuel Fraga Iribarne
Manuel Fraga Iribarne (ur. 23 listopada 1922 w Vilalba, zm. 15 stycznia 2012 w Madrycie) – hiszpański polityk, prawnik i dyplomata. Minister informacji i turystyki (1962–1969), wicepremier oraz minister spraw wewnętrznych (1975–1976), wieloletni parlamentarzysta, współzałożyciel i lider Alianza Popular (AP) oraz Partii Ludowej (PP), w latach 1990–2005 prezydent Galicji.

## Życiorys

### Wykształcenie i praca zawodowa
Studia prawnicze rozpoczął na Universidad de Santiago de Compostela, następnie przeniósł się na Uniwersytet Complutense w Madrycie, który ukończył w 1944. Doktoryzował się w Madrycie w zakresie nauk politycznych i ekonomicznych. Został również absolwentem szkoły dyplomacji. Pracował początkowo w Cortes Españolas, instytucji legislacyjnej okresu frankistowskiego. Był wieloletnim nauczycielem akademickim. Od 1948 pracował na Uniwersytecie w Walencji, a od 1953 na Uniwersytecie Complutense w Madrycie. Był profesorem tej uczelni, kierował katedrą teorii państwa i prawa konstytucyjnego. Działalność akademicką zakończył w 1987.
Był członkiem różnych instytucji naukowych, m.in. Real Academia de Ciencias Morales y Políticas. Pełnił funkcję prezesa fundacji Fundación Cánovas del Castillo, od 1954 do 1975 zajmował stanowisko sekretarza generalnego Unii Łacińskiej. Był autorem licznych publikacji z zakresu nauk politycznych.

### Działalność polityczna w okresie dyktatury
Był wieloletnim aktywnym działaczem politycznym okresu dyktatury generała Francisca Franco. Od początku lat 50. obejmował różne wyższe stanowiska w administracji, był sekretarzem generalnym Instituto de Cultura Hispánica (instytucji do spraw kultury), wyższym urzędnikiem w radzie edukacji i w ministerstwie oświaty oraz dyrektorem Instituto de Estudios Políticos. W latach 1955–1977 wchodził w skład frankistowskiego parlamentu, był także członkiem Rady Stanu oraz Consejo Nacional del Movimiento, organu kierowniczego ugrupowania FET y de las JONS.
W 1962 objął urząd ministra informacji i turystyki. Działał w tym czasie na rzecz rozwoju sektora turystycznego (przypisywano mu autorstwo promocyjnego sloganu Spain is different!). W okresie jego urzędowania w styczniu 1966 pod Palomares doszło do katastrofy amerykańskiego samolotu z bombami termojądrowymi, które opadły na obszar wybrzeża, wywołując skażenie radioaktywne. W tym samym roku Manuel Fraga Iribarne (wraz z ambasadorem USA) wykąpał się w morzu niedaleko miejsca katastrofy, co miało uspokoić opinię publiczną. Odpowiadał także za informację, prowadząc działania propagandowe dla legitymizowania reżimu, m.in. zajmował się przekazem dotyczącym procesu i egzekucji działacza komunistycznego Juliána Grimau.
Stanowisko ministra zajmował do 1969. W 1973 został ambasadorem Hiszpanii w Wielkiej Brytanii, funkcję tę pełnił do 1975.

### Okres transformacji i demokracji
W grudniu 1975, wkrótce po śmierci Francisca Franco, premier Carlos Arias Navarro powierzył mu funkcje wicepremiera oraz ministra spraw wewnętrznych. Działał na rzecz legalizacji stowarzyszeń i ugrupowań politycznych. Za jego urzędowania doszło także do incydentu w Vitorii, gdzie podczas interwencji sił policyjnych zginęło pięć osób. W lipcu 1976 polityk odszedł z rządu.
Był przewodniczącym organizacji Reforma Democrática, wraz z którą współtworzył Alianza Popular. Z jego ramienia w 1977 uzyskał mandat posła do konstytuanty. Znalazł się w siedmioosobowym zespole, który opracował przyjętą w 1978 nową demokratyczną konstytucję. W 1979, 1982 i 1986 wybierany do Kongresu Deputowanych I, II i III kadencji, zasiadał w nim do 1987. Od 1987 do 1989 sprawował mandat deputowanego do Parlamentu Europejskiego II kadencji.
W ramach AP od 1977 pełnił funkcję sekretarza generalnego, a w 1979 objął stanowisko przewodniczącego tego ugrupowania. W tym czasie partia nawiązała współpracę z ugrupowaniami wywodzącymi się z UCD, a także stała się główną siłą opozycyjną wobec rządzących od 1982 socjalistów z PSOE. W 1986 polityk złożył rezygnację z kierowania AP, w 1987 zastąpił go na tej funkcji Antonio Hernández Mancha. W 1989 Manuel Fraga Iribarne stanął na czele Partii Ludowej powstałej głównie na bazie Alianza Popular. Ustąpił w 1990 na rzecz José Maríi Aznara.
Do 2006 kierował PPdeG, regionalnym oddziałem ludowców w Galicji. W 1989 poprowadził partię do zwycięstwa w wyborach regionalnych, co pozwoliło mu objąć w 1990 stanowisko prezydenta wspólnoty autonomicznej. Utrzymywał je również po wyborach w 1993, 1997 i 2001. Zakończył urzędowanie po wyborach w 2005, gdy nieznaczną większość w parlamencie uzyskali socjaliści i galisyjscy nacjonaliści (nowym prezydentem został Emilio Pérez Touriño z PSOE).
W 2006 regionalny parlament desygnował go w skład Senatu, Manuel Fraga Iribarne w izbie wyższej Kortezów Generalnych zasiadał do 2011.

## Odznaczenia
- Krzyż Wielki Orderu Cisneros (1959)[11]
- Krzyż Wielki Orderu Krzyża Świętego Rajmunda z Penafort (1963)[12]
- Krzyż Wielki Orderu Karola III (1969)[13]
- Krzyż Wielki Orderu Cywilnego Alfonsa X Mądrego (1973)[14]
- Łańcuch Orderu Izabeli Katolickiej (1976)[15]
- Łańcuch Order Zasługi Cywilnej (2003)[16]

## Życie prywatne
Od 1948 był żonaty z Carmen Estévez Eguiagaray; mieli pięcioro dzieci, w tym córkę Carmen Fragę Estévez.